# Gare de Saint-Michel - Valloire
Pour les articles homonymes, voir Gare de Saint-Michel.
La gare de Saint-Michel - Valloire est une gare ferroviaire française de la ligne de Culoz à Modane (frontière) (surnommée ligne de la Maurienne), située sur le territoire de la commune de Saint-Michel-de-Maurienne, à proximité de Valloire, dans le département de la Savoie, en région Auvergne-Rhône-Alpes.
C'est une gare de la Société nationale des chemins de fer français (SNCF), desservie par des trains TER Auvergne-Rhône-Alpes et le TGV en saison d'hiver. C'est également une gare de Fret SNCF desservie par des trains de marchandises.

## Situation ferroviaire
Établie à 711 mètres d'altitude, La gare de Saint-Michel - Valloire est située au point kilométrique (PK) 220,364 de la ligne de Culoz à Modane (frontière), entre les gares ouvertes de Saint-Jean-de-Maurienne - Vallée de l'Arvan et de Modane.

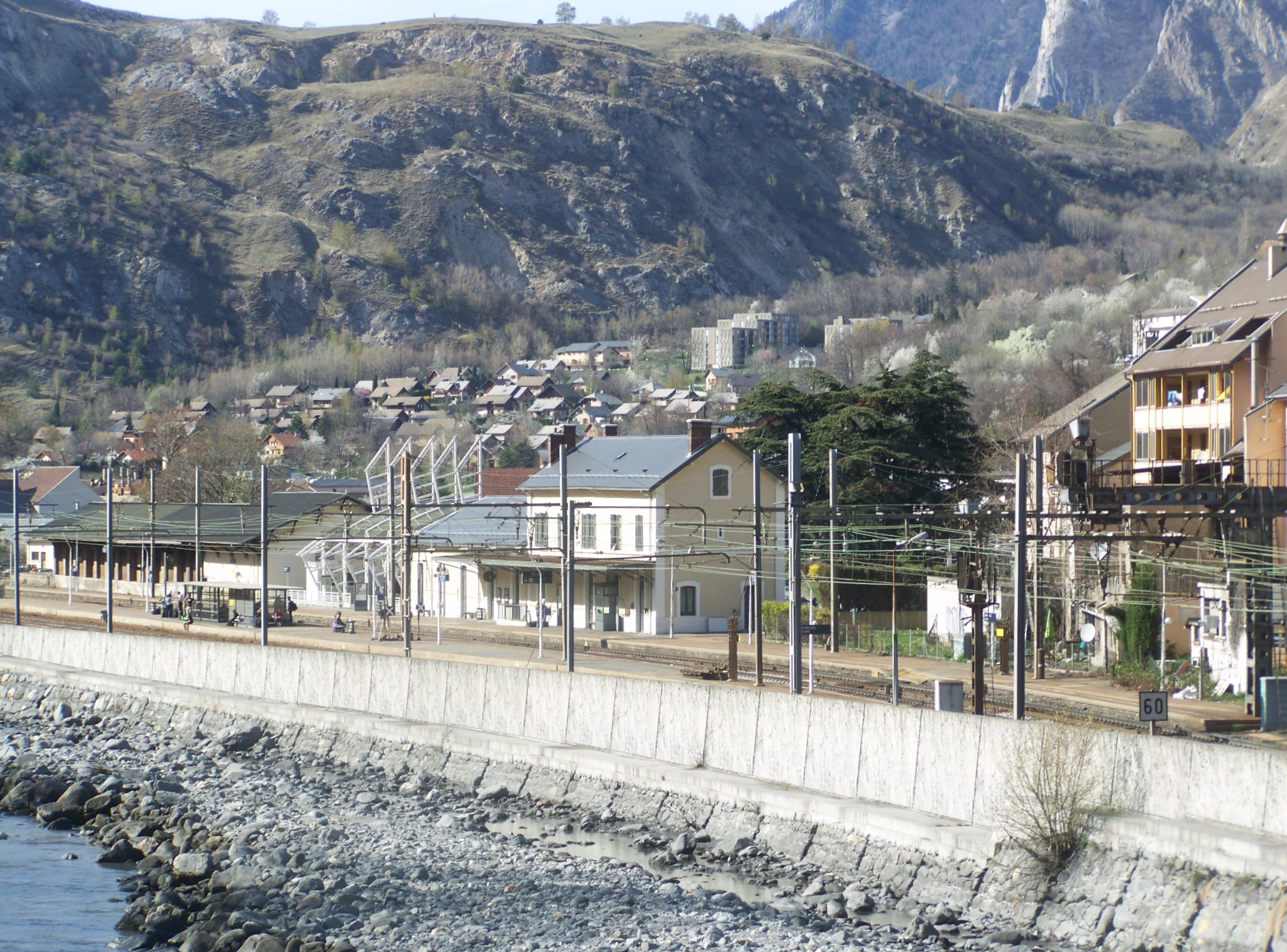
La gare dans son environnement.
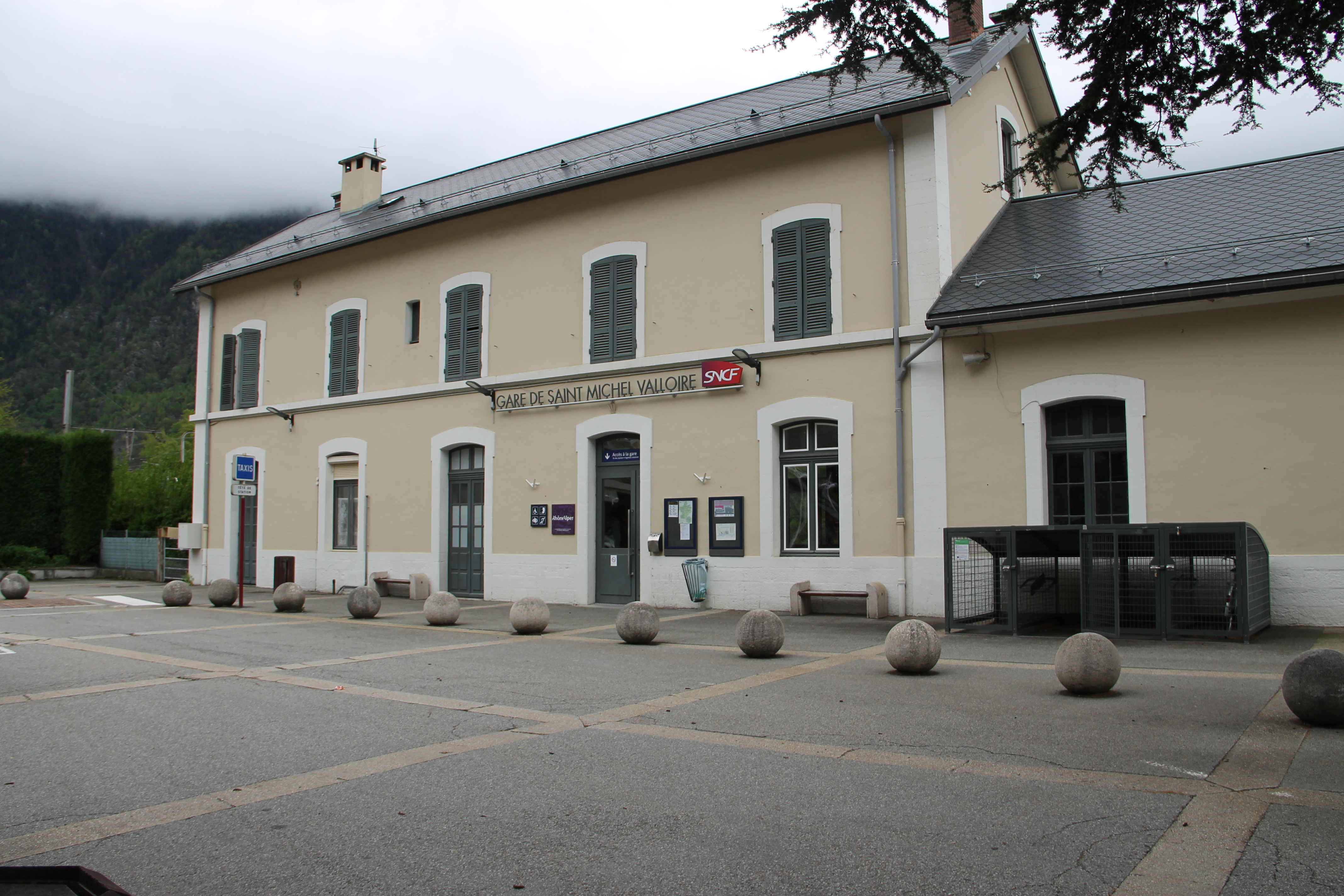
Le bâtiment voyageurs côté ville
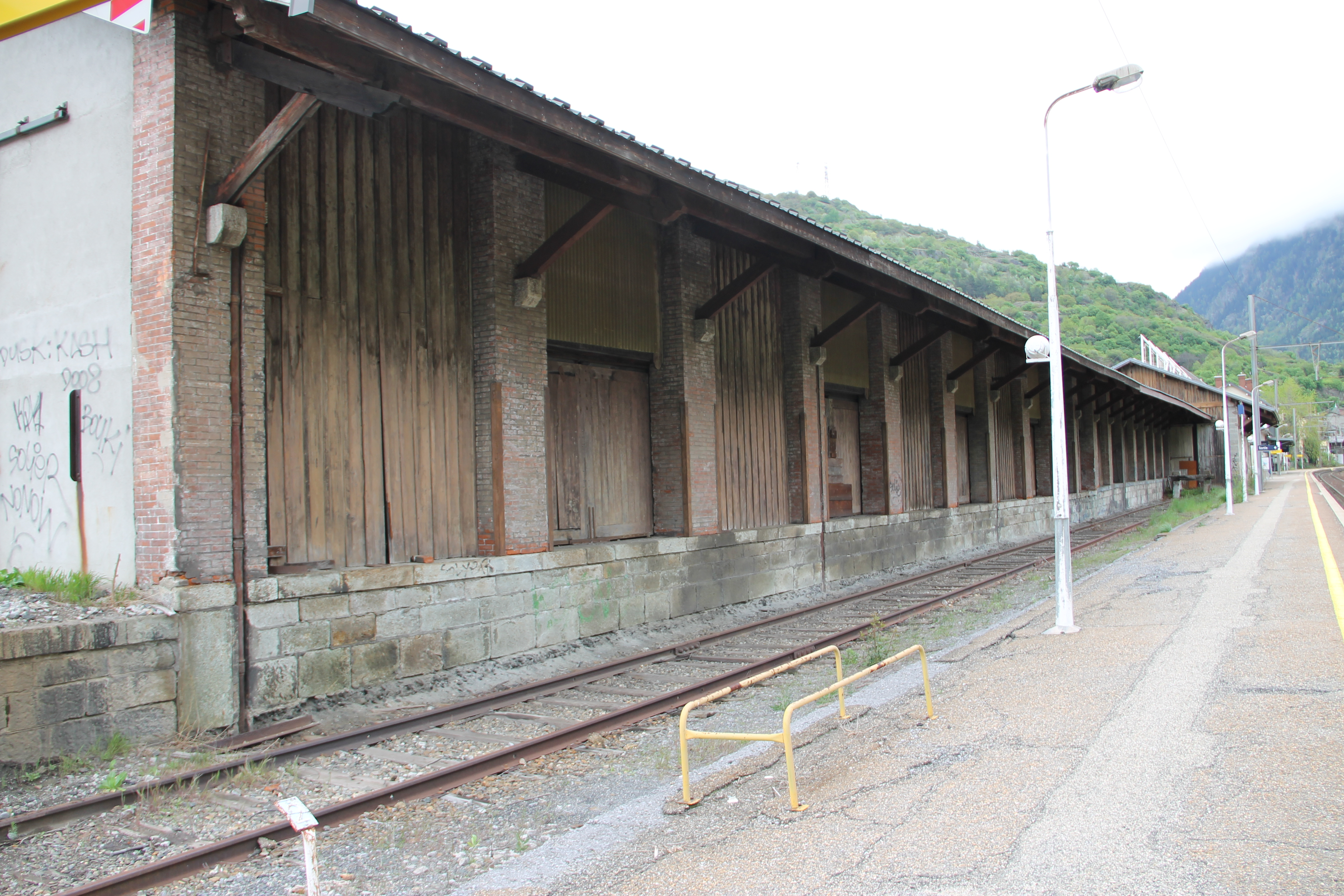
L'ancienne halle à marchandises.

## Histoire
Ouverte le 17 mars 1862 par la Compagnie du chemin de fer Victor-Emmanuel, la gare, transférée en 1867 avec la concession de la ligne à la Compagnie PLM, en sera le terminus provisoire jusqu'au percement du tunnel du Mont-Cenis. De cette même année jusqu'à l'achèvement des travaux, en 1871, un chemin de fer à voie étroite, établi en quinze mois pour l'essentiel en accotement de la route, la reliera par Lanslebourg et le col du Mont-Cenis à Suse, tête de ligne des chemins de fer Lombards. Outre le trafic engendré par le transbordement des voyageurs et marchandises vers l'Italie, elle assurera aussi à partir de 1867 l'expédition de l'anthracite produit à Valmeinier par les mines de l'Étarpey, auxquelles elle sera directement reliée par un transporteur par câble en 1921, l'opération ayant été déclarée urgente.

### Catastrophe ferroviaire
Le 12 décembre 1917, dans la forte descente entre les gares de Modane et Saint-Michel-de-Maurienne, le déraillement d'un train de permissionnaires revenant du front italien, a causé la mort de 435 personnes. Cet accident demeure la catastrophe ferroviaire la plus meurtrière survenue en France[réf. souhaitée].

## Service des voyageurs

### Accueil
Gare SNCF, elle dispose d'un bâtiment voyageurs, avec guichet, ouvert tous les jours. Elle est notamment équipée : d'automates pour l'achat de titres de transport, d'une salle d'attente et d'un distributeur de boissons.

### Desserte

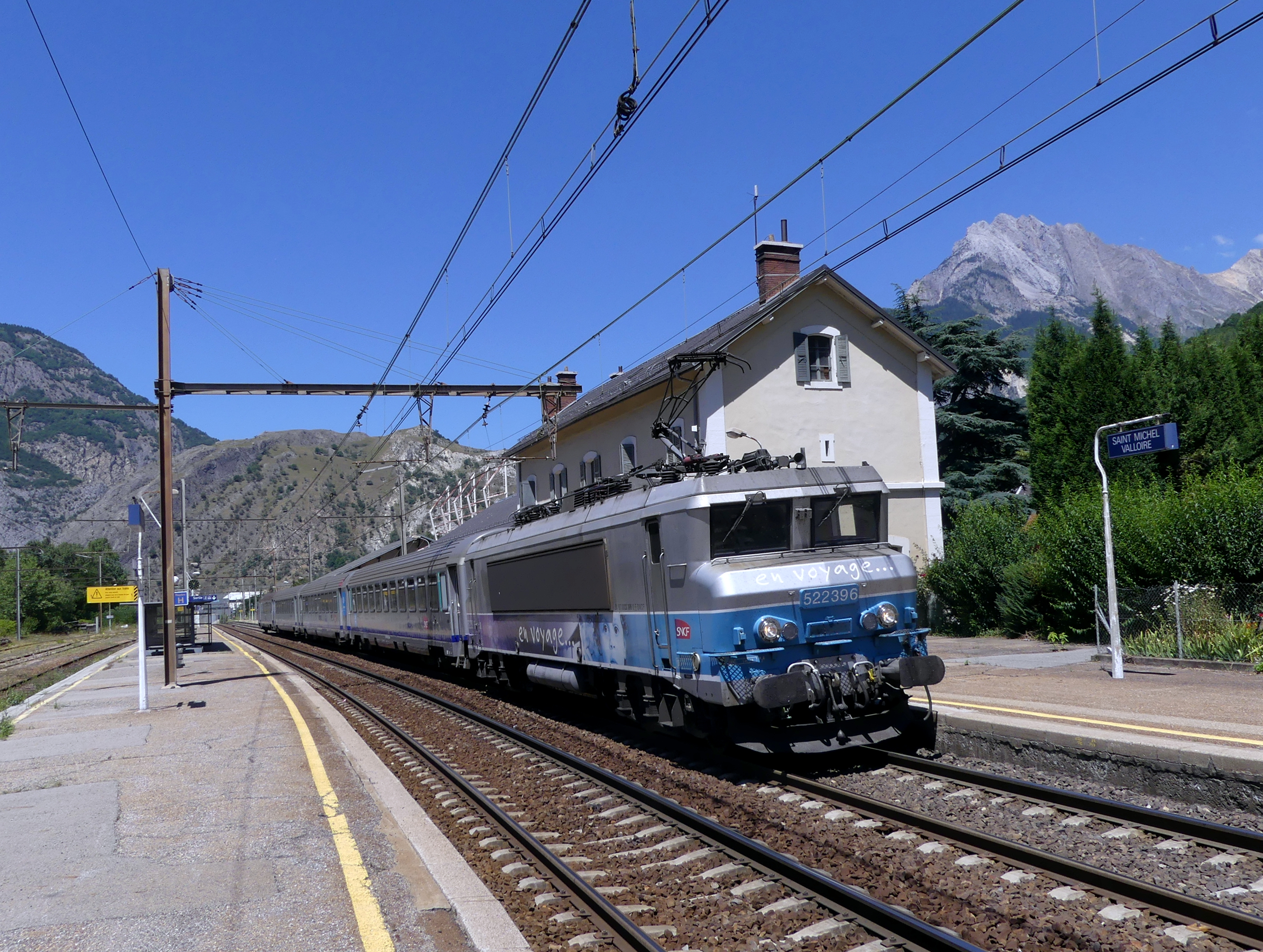
Un TER Chambéry-Modane en gare.

Saint-Michel - Valloire est desservie par les trains TER Auvergne-Rhône-Alpes, qui effectuent des missions entre les gares : de Lyon-Part-Dieu, ou de Chambéry - Challes-les-Eaux, et de Modane. Pendant la saison d'hiver et les week-ends en été, s'ajoute une desserte par des TGV circulant entre les gares de Paris-Gare-de-Lyon et Modane.

### Intermodalité
Un parc pour les vélos et un parking pour les véhicules y sont aménagés. Une gare routière directement accessible depuis le quai de la voie C lui est accolée, desservie par les cars TER Auvergne-Rhône-Alpes des lignes de Chambéry - Challes-les-Eaux à Modane et de Saint-Pierre-d'Albigny à Modane, ainsi que par ceux accédant aux stations d'altitude du secteur, Valloire et Valmeinier.

## Service des marchandises

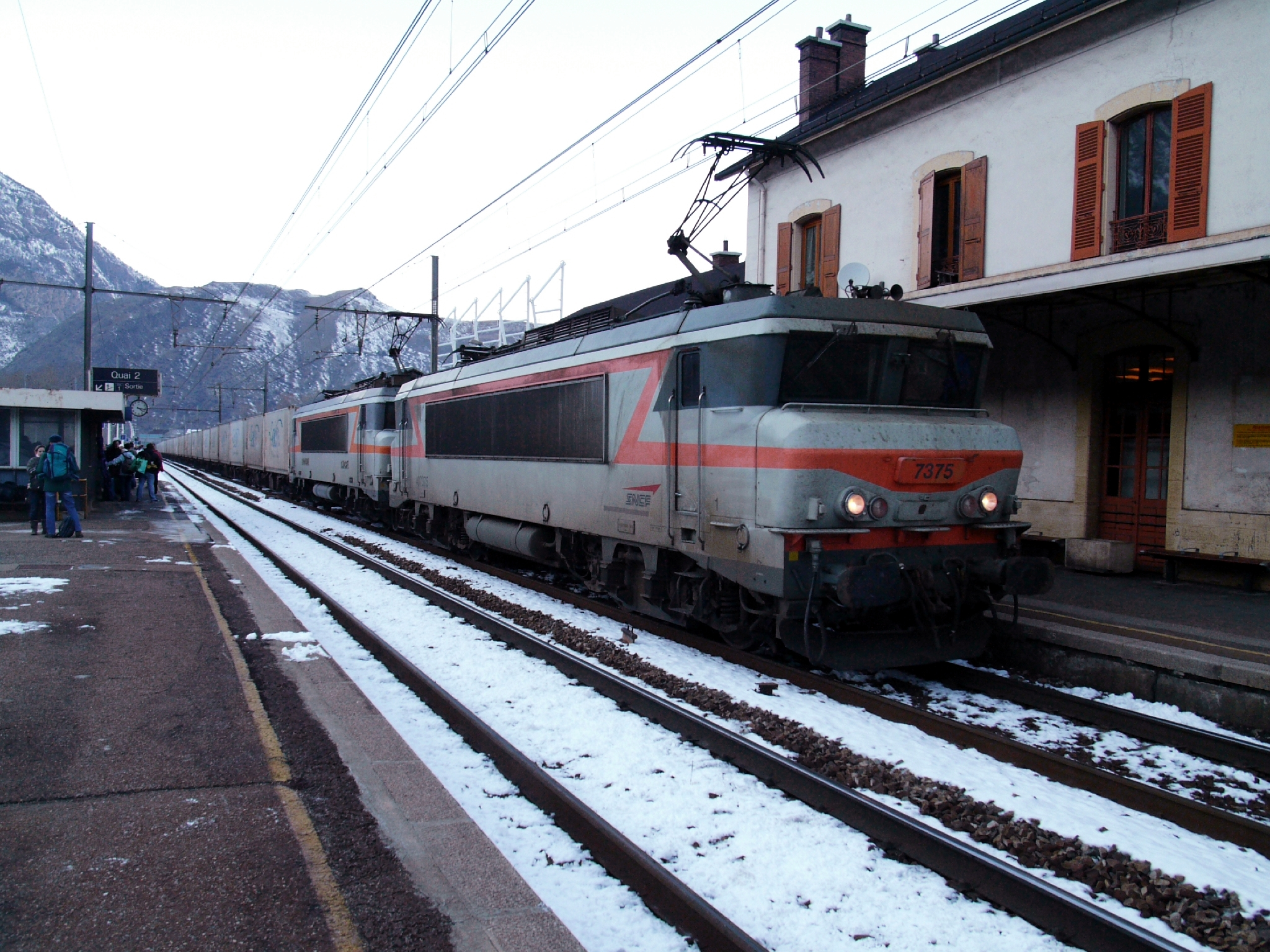

Saint-Michel - Valloire est une gare Fret SNCF ouverte au service train massif.